# 诺贝特·霍利克
诺贝特·霍利克（1972年5月14日—），斯洛伐克男子高山滑雪、田径运动员。他曾代表斯洛伐克参加2000年、2002年、2004年、2006年和2010年残疾人奥林匹克运动会，获得二枚铜牌。